# Xantatge
|  | Per a altres significats, vegeu «Xantatge (pel·lícula)». |

El xantatge és la coacció que hom fa damunt algú amenaçant-lo de manifestar coses veres o falses que el poden perjudicar moralment o materialment en el cas que es negui a fer allò que el coaccionador li exigeix. Segons el codi penal de l'Estat espanyol és considerat un delicte. No s'ha de confondre amb l'extorsió. La paraula prové del francès chanter, no en el sentit de cantar, però en el sentit argòtic de «fer confessar alguna informació que es volia mantindre oculta».
Per extensió, es parla de xantatge quan una institució abusa el seu poder per obtenir el que vulgui d'un tercer vulnerable. Exemple: el xantatge publicitari de la indústria automotriu per obtenir una premsa menys crítica amb l'escàndol de les emissions o el xantatge dels llocs de treball quan una empresa no rep les autoritzazions o excepcions que vulgui. En les relacions personals i la violència de gènere hi ha el fenomen del xantatge de la violència: «seràs meva perquè, si no, et destruiré».
En català, encara no hi ha un verb derivat, l'expressió més utilitzada és «fer xantatge», la forma xantatjar, per anologia amb «coratge, encoratjar» seria possible, però encara no és reconeguda pels diccionaris.
El xantatge és una tàctica corrent de serveis secrets d'estat. Anomenat kompromat a la Unió de Repúbliques Socialistes Soviètiques des dels anys 1930 sota Stalin el xantatge d'estat va esdevenir una potent eina per controlar individus i grups, fins a l'actualitat. A l'Espanya del principi del segle xxi, se cita José Manuel Villarejo com un especialista de kompromat.